# Kohltobel
Das Gebiet Kohltobel ist ein mit Verordnung vom 23. September 2004 durch die Forstdirektion Tübingen ausgewiesener Bannwald im Süden des deutschen Bundeslands Baden-Württemberg.

## Definition
In Baden-Württemberg sind Bannwälder Totalreservate, in denen jegliche Nutzung per Rechtsverordnung verboten ist. In anderen Ländern Deutschlands sind die Totalreservate unter dem Namen Naturwaldreservat, Naturwaldparzelle, Naturwaldzelle oder Naturwald bekannt. Bannwälder dienen der wissenschaftlichen Erforschung natürlicher Abläufe in Wäldern. Durch ihren Reichtum an Struktur und abgestorbenem Holz sind Bannwälder Rückzugsgebiete für viele bedrohte Tier-, Pflanzen- und Pilzarten.

## Lage
Koordinaten: 47° 47′ 48″ N, 9° 26′ 32″ O
Der 35,5 Hektar große Kohltobel liegt im „Forstbezirk Überlingen“ der Gemeinde Deggenhausertal, Gemarkung „Homberg“, im Bodenseekreis. Er liegt etwa einen Kilometer östlich des Ortsteils Limpach auf einer Höhe von rund 570 bis 619 m ü. NN und wird vom Elsenbach, einem Zufluss der Rotach, durchflossen.
Der Bannwald Kohltobel mit dem Lebensraumtyp „Waldmeister-Buchenwald“ (9130) liegt innerhalb des FFH-Gebiets Deggenhauser Tal.

## Schutzzweck
Wesentlicher Schutzzweck ist die durch menschliche Einwirkungen unbeeinflusste Entwicklung des naturnahen und baumartenreichen Tobelwaldes auf Molassehängen eines abgeschlossenen Talzuges. Dies beinhaltet den Schutz der Lebensräume und -gemeinschaften, die sich in den Gebieten befinden, sich im Verlauf der eigendynamischen Entwicklung innerhalb der Schutzgebiete ändern oder durch die eigendynamische Entwicklung entstehen.
Weiterer Schutzzweck ist der Beitrag zur Erhaltung der biologischen Vielfalt in Europa. Die Bannwälder liegen in Gebieten, die in die nationale Vorschlagsliste zur Meldung an die Kommission für den Aufbau und den Schutz eines europäischen ökologischen Netzes Natura 2000 aufgenommen wurden.

## Betreuung
Wissenschaftlich betreut wird der Bannwald Kohltobel durch die Forstliche Versuchs- und Forschungsanstalt Baden-Württemberg (FVA).